# Stella Artois
Stella Artois (/ɑrˈtwɑː/ AR-twah, franceză: [aʁtwɑ]) este o bere pilsner, produsă pentru prima dată în anul 1926 de Brouwerij Artois în orașul Leuven din Belgia. În varianta sa originală, berea are un conținut de alcool⁠(d) de 5,2%, standardul țării pentru berea pilsner. Berea este vândută și în alte țări, inclusiv în Marea Britanie, Irlanda, Canada și Australia, unde are un conținut mai redus de alcool. Stella Artois este deținută de compania Interbrew International B.V., care este o subsidiară a celui mai mare producător de bere din lume, Anheuser-Busch InBev SA/NV⁠(d).

## Istoric
În anul 1366 a fost deschisă fabrica de bere Den Hoorn în orașul belgian Leuven; berea produsă acolo era vândută inițial într-o tavernă proprie, ce avea la intrare o firmă cu un corn de vânătoare. Berăria Den Hoorn este menționată pentru prima dată în registrele de credite⁠(d) ale Țărilor de Jos Burgunde⁠(d). În 1537 fabrica de bere Den Hoorn era cea mai mare companie din orașul Leuven. 
Sébastien Artois, care a devenit meșter berar în 1708, a cumpărat în anul 1717 acea fabrica de bere și a redenumit-o Brouwerij Artois. Compania Brouwerij Artois a obținut medalii de excelență la mai multe expoziții comerciale⁠(d) care au avut loc în Belgia în secolele al XIX-lea și al XX-lea. 
În 1926 compania Brouwerij Artois a lansat sortimentul Stella ca o bere de Crăciun, numind-o după steaua care i-a călăuzit pe magi la Betleem. Sortimentul Stella a fost vândut pentru prima dată în sezonul de iarnă, dar a devenit disponibil în cele din urmă pe tot parcursul anului, fiind exportat pe piața europeană începând din 1930. Producția berii a fost oprită pentru o perioadă în timpul celui de-al Doilea Război Mondial. În anul 1960 erau produse anual aproximativ 100 de milioane de galoane de bere Stella Artois. Compania britanică Whitbread⁠(d) a început să o producă sub contract în Regatul Unit în 1976.
În 1988, Brouwerij Artois a fost unul dintre producătorii de bere care au fuzionat pentru a crea compania Interbrew. În acel an, David Taylor, fondatorul Taylorbrands, a creat un nou model de sticlă și un nou model de ambalaj. Eticheta originală a sticlei din 1926 a inspirat un nou model de etichetă, care a înlocuit modelul mai vechi din anii 1960. Noul model conține simbolul cornului și anul 1366, în care a fost fondată fabrica originală de bere Den Hoorn. Numele Stella Artois este inclus într-un cartuș care a fost influențat de stilul arhitecturii belgiene⁠(d) din Leuven.
În 1993 compania Interbrew a mutat producția berii Stella Artois din vechea fabrica din cărămidă cu legătură portuară din nordul orașului flamand Leuven într-o nouă fabrică de bere complet automatizată care a fost construită în același loc. Compania belgiană Interbrew a fuzionat în 2004 cu compania braziliană Ambev⁠(d), formând grupul InBev, iar în anul 2006 producția anuală totală de bere Stella Artois a depășit un miliard de litri.
În 2008 grupul InBev a cumpărat compania Anheuser-Busch, fiind creată astfel compania multinațională de bere Anheuser-Busch InBev⁠(d) (AB InBev). În același an a fost introdusă pe piața din Marea Britanie un sortiment cu un conținut mai scăzut de alcool, denumit Stella Artois 4%. În 2011 a fost lansat un sortiment de cidru, denumit Stella Artois Cidre.
În 2020 compania AB InBev a redus conținutul de alcool al sortimentelor de bere produse pentru piața din Marea Britanie de la 4,8% la 4,6%. Tăria alcoolică a berii Stella Artois în Marea Britanie a fost de 5,2% și 4,8% din 2008 până în 2020. Potrivit lui Freddy Delvaux, fostul șef al laboratorului intern, versiunea belgiană avea în anul 1973, atunci când el s-a alăturat laboratorului, un indice de amăreală (IBU) de 33 comparativ cu doar 20 în 2014.

## Producție

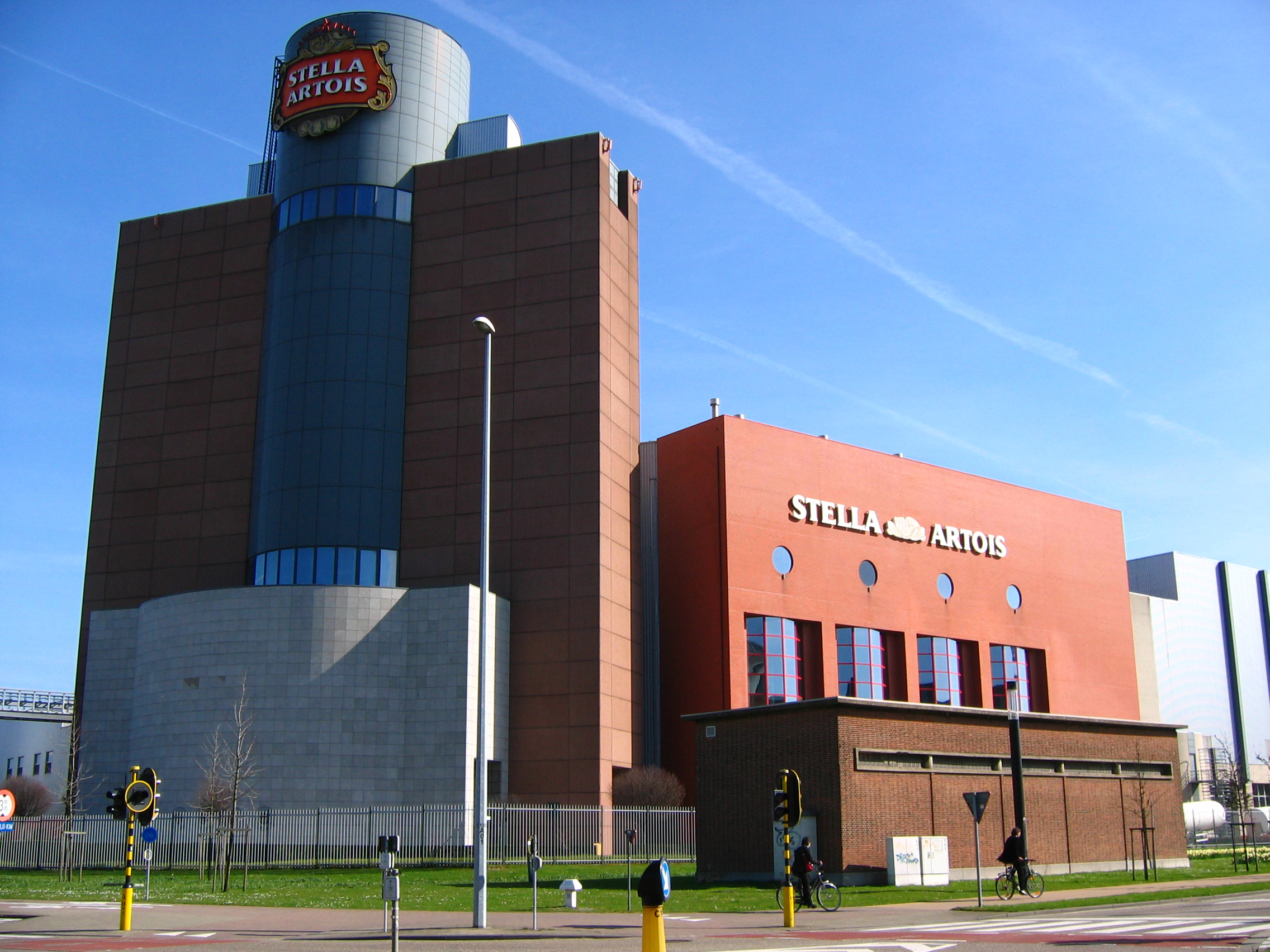
Fabrica de bere Stella Artois din Leuven

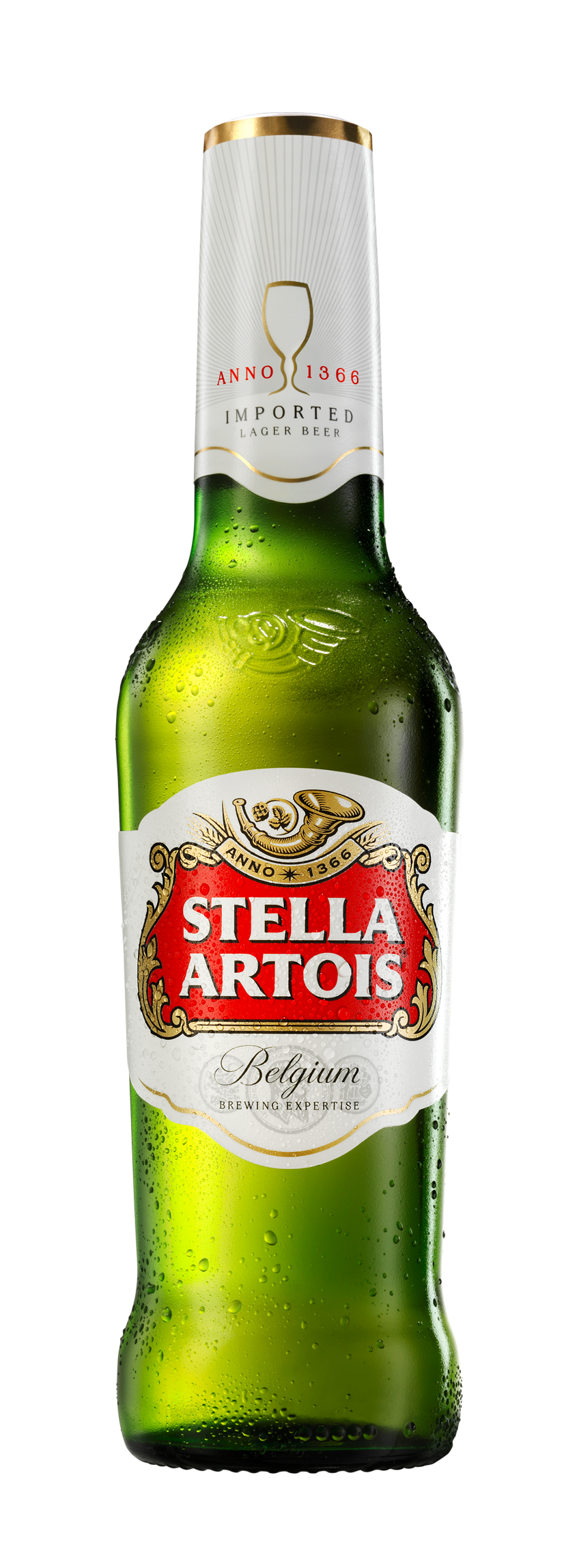
Sticla tipică de Stella Artois

Stella Artois este produsă în Belgia (în fabricile din Leuven și Jupille⁠(d)) și Marea Britanie, precum și în alte țări. Marca de bere este disponibilă în Belgia, Luxemburg, Țările de Jos, Franța, Marea Britanie, Elveția, Cehia, Slovacia, Columbia și din 1999 și în Statele Unite ale Americii. Stella Artois este produsă și distribuită sub licență de către Molson Coors Europe⁠(d) în diferite părți din Europa Centrală și de Sud-Est.
O mare parte din berea exportată în țările din Europa este produsă în fabrica de bere InBev din Belgia și ambalată în fabrica de bere Beck's din Bremen (Germania). Stella Artois este, de asemenea, produsă de compania Lion⁠(d) pentru piața australiană. În Statele Unite ale Americii, berea Stella Artois este importată și distribuită de Anheuser-Busch. Pentru piața maghiară, Stella Artois este produsă în satul Bőcs (Ungaria) de către Borsodi Sörgyár⁠(d), sub licență oferită de InBev. Pentru piața canadiană ea este produsă de Labatt Brewery din Ontario, Canada. Stella Artois este disponibilă la dozatoare și ambalată în mai multe recipiente de diferite dimensiuni.

## Publicitate

### Regatul Unit
În anii 1980 și 1990, sloganul publicitar al berii Stella Artois în Regatul Unit era „Reassuringly Expensive⁠(d)” („Liniștitor de scumpă”). Campaniile publicitare de televiziune din Marea Britanie au devenit cunoscute prin stilul lor distinctiv de imitare a cinematografiei europene și prin laitmotivul lor inspirat din opera Forța destinului a lui Giuseppe Verdi. Campaniile publicitare au început cu o serie de reclame inspirate din filmul francez Jean de Florette⁠(d) (1986), regizat de duoul britanic Anthea Benton⁠(d) și Vaughan Arnell, trecând apoi la alte genuri, inclusiv filme de război, comedie mută și creații suprarealiste. Au fost angajați regizori de film cunoscuți precum Jonathan Glazer⁠(d). În plus, marca folosește pe scară largă limba franceză în campaniile sale publicitare, chiar dacă marca de bere provine din orașul Leuven, cu o populație monolingvă vorbitoare de neerlandeză. Un exemplu în acest sens poate fi văzut în campania de publicitate pentru Stella Artois Cidre, în care se folosește sloganul „C'est cidre, not cider”, deși acest cidru este produs în comuna Zonhoven, care se află în Regiunea Flamandă, cu populație vorbitoare de neerlandeză.

## Imaginea mărcii
Cel puțin de la începutul secolului al XXI-lea, Stella Artois poartă porecla de „bătător de soții” (wife beater) în Regatul Unit, din cauza perceperii unei legături între consumul excesiv de alcool⁠(d) cu care este asociată marca și violența domestică împotriva femeilor. În ianuarie 2012, activitățile online ale agenției Portland Communications⁠(d), care făcea lobby pentru compania AB InBev⁠(d), au fost expuse public în Regatul Unit, atunci când Tom Watson⁠(d), membru al Partidului Laburist (aflat atunci în opoziție), a afirmat că agenția de relații publice sus-menționată, care era deținută atunci de Tim Allan⁠(d), un fost consilier al prim-ministrului Tony Blair, încerca să elimine referințele la Stella Artois de pe pagina de dezambiguizare „Wife-beater”⁠(d) și expresia „wife beater” din articolul despre Stella Artois de pe Wikipedia în limba engleză.

## Marketing
Berea Stella Artois a fost asociată cu industria filmului în Marea Britanie începând din 1994, prin organizarea de evenimente, sponsorizarea de emisiuni de televiziune și găzduirea unui site web. Stella Artois a fost sau este un sponsor principal al festivalurilor de film de la Cannes, Melbourne⁠(d) și Sundance, al Premiilor Independent Spirit, al Festivalului Internațional de Film de la Dallas⁠(d) și al Festivalului de Film de la Little Rock⁠(d).
Stella Artois a difuzat mai multe reclame pentru Super Bowl⁠(d), ca parte a programului de cumpărare de reclamă a companiei Anheuser–Busch InBev pentru a fi difuzată în timpul acestui meci. Brandul și-a făcut debutul în timpul meciului Super Bowl XLV⁠(d) din 2011, într-o reclamă cu Adrien Brody. Reclama a fost puternic criticată în mass-media belgiană pentru că a dat impresia că berea este franțuzească⁠(d).